# Lipniak (Parczew)
Pour les articles homonymes, voir Lipniak.
Lipniak (prononciation [ˈlipɲak]) est un village de la gmina de Sosnowica du powiat de Parczew dans la voïvodie de Lublin, situé dans l'est de la Pologne.
Il se situe à environ 9 kilomètres au sud-est de Sosnowica (siège de la gmina), 28 kilomètres au sud-est de Parczew (siège du powiat) et 48 kilomètres au nord-est de Lublin (capitale de la voïvodie).
Le village comptait une population de 12 habitants en 2007.

## Histoire
De 1975 à 1998, le village est attaché administrativement à l'ancienne Voïvodie de Chełm.

Depuis 1999, il fait partie de la nouvelle voïvodie de Lublin.